# رانما ساوتومي
رانما ساوتومي (باليابانية: 早乙女 乱馬 بالإنجليزية: Saotome Ranma)، الشخصية الرئيسية في مانغا وأنمي رانما النصف , وهو فتى ممارس لفنون القتال . أثناء تدربه مع والده جينما ساوتومي  في أراضي جوسنكيو للتدريب في الصين ، سقط رانما في (ينبوع الفتاة الغارقة) ، وفقا للعنة النبع، فقد خرج بجسم امرأة شابة. عندما يرش بالماء الحار، فإنه يرجع إلى شكله الطبيعي كفتى. ومع ذلك، عندما يرش بالماء البارد، فإنه يتحول إلى الفتاة ذات الشعر الأحمر ثانية.
الفنون القتالية هي حياة رانما . يقيم رانما ووالده عند بيت سون تيندو ، صديق جينما القديم ووالد أكاني و نابيكي و كاسومي , و يصبح رانما وأكاني مخطوبين بقرار من والديهما ليكون رانما وريث الدوجو الخاص بسون تندو.

## مخاوفه
رانما لديه الخوف الشديد من القطط الناتج عن والده عندما تدرب على تقنية «الكات فو» الخطيرة. إذا تم عزل رانما مع قط في مساحة صغيرة جدا، أو عندما لم يعد قادرا على التعامل مع خوفه من القطط، فإنه يبدأ بالتصرف مثل القط نفسه ويصبح سيد 'الكات فو' .

## محباته
رانما يحب أكاني بعمق لكنه لا يعترف بمشاعره لها، ويتظاهر بأنه لا يأبه لها. هو وأكاني يقتربان أكثر مع امتداد المسلسل، كل واحد منهما يبذل كل ما في وسعه لإنقاذ الآخر عندما يقع في مشكلة.
بالإضافة إلى خطوبته أكاني ، رانما لديه العديد من المحبات، أبرزها الصينية الأمازونية شامبو، و طاهية الأوكونومياكي وصديقة طفولته يوكيو كوونجي، و بطلة الجمباز كوداتشي كونو، الشقيقة الصغرى لــتاتيواكي كونو  .

## أعدائه
رانما لديه أعداء أهمهم : تاتيواكي كونو المعارض لخطوبة رانما وأكاني و ريوغا خصم رانما منذ أيام الطفولة و موس المعارض لمحبة شامبو لـرانما و هابوساي الذي يقوم رانما بمنعه من سرقة الملابس .

## وسائط أخرى
ظهر رانما في فيلم باسم «رانما النصف» و أدى دور رانما : Kento Kaku و رانما الفتاة : Natsuna Wantanabe
و أيضا ظهر في عدة ألعاب فيديو
و أيضا ظهر في 3 أفلام
و أيضا حلقات OVA

## روابط خارجية
- رانما ساوتومي على موقع ميوزك برينز (الإنجليزية)